# Zébala
Zébala is een gemeente (commune) in de regio Sikasso in Mali. De gemeente telt 17.300 inwoners (2009).
De gemeente bestaat uit de volgende plaatsen:
- Dignan
- Fokan
- Garasso
- Mourasso
- Pakasso
- Yafola
- Zanziola
- Zébala